# Снежная мгла
Снежная мгла — атмосферное оптическое явление, сплошное более-менее однородное помутнение атмосферы с горизонтальной дальностью видимости на уровне 2 м от 1 до 9 км (иногда видимость снижается до нескольких сотен и даже до нескольких десятков метров) за счёт взвешенных в воздухе мелких частиц снега, искрящихся в солнечных лучах или в свете луны и фонарей.
Может наблюдаться перед метелью или после неё (при ослаблении ветра), а также при отдалённой метели, когда поднятые в воздух частицы снега переносятся ветром на большое расстояние. При этом в видимой окрестности нет признаков подъёма снега ветром с поверхности земли. Не следует путать снежную мглу с ледяными иглами.